# Johann Klein (Politiker, 1902)
Johann Klein (* 9. Januar 1902 in Ittersdorf; † 25. Mai 1976 in Kleinblittersdorf) war ein deutscher Gewerkschafter und Politiker (CVP, CDU).

## Leben
Nach dem Volksschulabschluss absolvierte Klein seit 1917 eine Ausbildung zum Bergmann, arbeitete zwölf Jahre in diesem Beruf und besuchte die Bergmännische Fortbildungsschule. Gleichzeitig belegte er Handelsschulkurse und volkswirtschaftliche Lehrgänge sowie gewerkschaftliche Schulungskurse an der Akademie der Arbeit. Er war bis 1932 als Gewerkschaftsfunktionär tätig, wechselte anschließend in den Außen- und Innendienst einer Versicherung und wurde dort zuletzt als Buchhalter beschäftigt. Von 1936 bis 1944 wirkte er als Geschäftsführer in einem gewerblichen Betrieb. Nachdem er im August 1944 zur Wehrmacht eingezogen worden war, nahm er bis 1945 als Soldat am Zweiten Weltkrieg teil. Bei Kriegsende geriet er in Gefangenschaft.
Klein arbeitete seit 1947 als Gewerkschaftssekretär und war 1953/54 sowie erneut ab 1957 als Leiter der Sozialabteilung bei der Gewerkschaft Christlicher Saarbergleute tätig. Er war zunächst Vorsitzender des Gesamtverbandes der Christlichen Gewerkschaften des Saarlandes und wurde später Vorsitzender des Christlichen Gewerkschaftsbundes Deutschlands (CGB), Landeskartell Saar.
Klein war bis 1935 Mitglied der Zentrumspartei im Saargebiet. Zum 1. Juni 1936 trat er der NSDAP bei (Mitgliedsnummer 6.907.566). Er schloss sich 1945 der CVP an und wechselte nach 1955 zur CDU über.
Klein war von 1952 bis 1955 Mitglied des Saarländischen Landtages. Dem Deutschen Bundestag gehörte er von 1961 bis 1969 an. Im Parlament vertrat er von 1961 bis 1969 den Wahlkreis Homburg – St. Ingbert.
Klein amtierte vom 17. Juli 1954 bis zum 29. Oktober 1955 als Minister für Arbeit und Wohlfahrt in der von Ministerpräsident Johannes Hoffmann geführten Regierung des Saarlandes (Kabinett Hoffmann IV).
Sein Nachlass, der insbesondere Unterlagen zur Sozialpolitik enthält, ist im Landesarchiv Saarbrücken überliefert.